# Johann Wilhelm Beyer

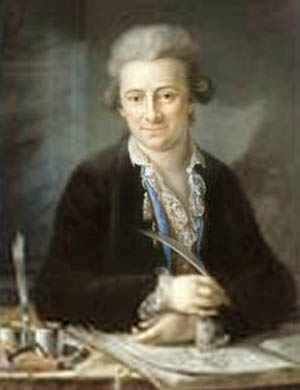
Beyer in einem Pastell-Porträt von Gabriele Bertrand, um 1775

Johann Christian Wilhelm Beyer (* 27. Dezember 1725 in Gotha; † 23. März 1796 in Hietzing) war ein deutscher Bildhauer, Porzellankünstler, Maler und Gartenarchitekt. In Lexika des 19. Jahrhunderts erscheint er unter unterschiedlichen Vornamen. Beyer hat den größten Anteil an der Ausgestaltung des Schönbrunner Schlossparks mit Statuen, was als sein Hauptwerk gilt.

## Leben
Jugend und Studienzeit

Beyer zog schon früh von Gotha nach Stuttgart, weil sein Vater, der fürstlich sächsische Hofgärtner Johann Nicolaus Beyer, in den Dienst des Herzogs Carl Eugen von Württemberg trat, und war dort „Garten-Ingenieur“.
Zwischen 1748 und 1751 hielt sich Beyer auf Wunsch seines Dienstherrn in Paris auf, um Architektur und Malerei zu studieren. In Rom setzte er unmittelbar danach das Studium der Malerei fort, wandte sich aber der Bildhauerei zu, nachdem er sich an Ausgrabungen antiker Statuen beteiligt hatte (Begegnungen mit Abbate Vineti, dem päpstlichen Antiquar und Oberaufseher der römischen Altertümer, und Winckelmann).
Modellmeister in Ludwigsburg

Nach seiner Rückkehr nach Stuttgart 1759 arbeitete Beyer als herzoglich württembergischer Hofmaler und bis 1767 als Modellmeister der Porzellan-Manufaktur Ludwigsburg, der er mit seinen Werken zu rascher Blüte verhalf. Ebenfalls 1759 legte er deutschen Fürsten seinen Plan zur Gründung einer deutschen Kunstakademie in Rom vor.
Übersiedlung nach Wien

Nachdem Beyer aus dem herzoglichen Dienst im Februar 1767 ausgeschieden war, ging er nach Wien. Bereits 1768 war er Mitglied der k.k. Akademie, 1769 bei Hofe angestellt und wurde 1770 k.k. Hofmaler, Statuarius (Bildhauer) und Kammerarchitekt. Beyers Ruf als Künstler steht allerdings sein Geltungsbedürfnis gegenüber, das ihn, zusammen mit regelmäßigem Unterbieten der Konkurrenz, bei Künstlerkollegen und Mitarbeitern sehr unbeliebt machte.
Er heiratete 1771 die aus Lothringen stammende Malerin Gabriele Bertrand, Tochter des Schlosshauptmanns von Schönbrunn, Zeichenlehrerin der Erzherzoginnen Marie Caroline und Marie-Antoinette, der Töchter Maria Theresias, und eines der wenigen weiblichen Mitglieder der Akademie. 1778 erwarb er ein Haus in Hietzing, später auch angrenzende Liegenschaften.
1779 erschien sein zweibändiges Kupferstichwerk Österreichs Merkwürdigkeiten die Bild- und Baukunst betreffend […], das detaillierte Erläuterungen mit Verweisen auf die mythologischen Quellen zur Mythologie (Vergil, Ovid, Plutarch und zeitgenössische Lexika) zu den von ihm verfassten Entwürfen enthielt (und damals unbekannte Fehler dieser Quellen enthält). Nach Beendigung der Arbeiten für Schönbrunn und nach dem Tod seiner Gönnerin Maria Theresia, 1780, widmete er sich wieder der Gartengestaltung. In ab 1784 entstandenen Werken zur deutschen Garten- und Landschaftsgestaltung tritt er für einen Mittelweg zwischen französischer und englischer Gartenkunst ein.
Beyers Ehe mit Gabriele Bertrand wurde 1785 geschieden. Im selben Jahr verfasste er den ersten bekannten schriftlichen Entwurf für eine Regulierung des Wienflusses.

## Ausgestaltung der Schönbrunner Gartenanlage
Seine wichtigste Arbeit wurde ein Auftrag, den Maria Theresia im Mai 1773 erteilte. Binnen dreier Jahre 32 (36?) Statuen nebst einer Anzahl von Vasen von weißem Marmor gegen einen Betrag von 1000 Gulden pro Stück, zuzüglich Nebenkosten, herzustellen. Wie aus den Rechnungen hervorgeht, war gemeint „pro Figur“, für Statuen mit zwei oder drei Figuren wurde annähernd das Mehrfache abgerechnet.
Beyer hatte diesen Auftrag erhalten, nachdem es ihm gelungen war, in der Gegend um Sterzing hochwertigen Marmor ausfindig zu machen, der dem von Carrara gleichkam, und darüber hinaus eine günstige Transportmöglichkeit zu finden (der Wunsch, das Schönbrunner Gartenparterre mit Marmorskulpturen auszustatten, war mangels preisgünstigen hochwertigen Materials nicht früher verwirklicht worden).
Bereits im Sommer 1773 war Beyer mit einer Gruppe von 15 Bildhauern bei Sterzing unterwegs, um die Rohlinge zu gewinnen. Nach seinen Entwürfen wurden die Figuren vor Ort grob zurechtgehauen, um das Gewicht für den Transport zu verringern. Die Blöcke wurden im Winter auf Schlitten bis an die Brennerstraße gebracht, von wo Tiroler Fuhrleute sie kostengünstig nach Hall beförderten. Von dort weg war der ebenfalls preisgünstige Wasserweg über Inn und Donau möglich.
In Schönbrunn verfügte er über die Winterreitschule (jetzt Wagenburg) als Atelier. Er selbst arbeitete dort nicht handwerklich, sondern nahm organisatorische und gestalterische Aufgaben wahr. Vom Preis der Statuen erhielt der ausführende Bildhauer rund die Hälfte, der Rest wurde für Gestaltung und Aufwand einbehalten. Signieren durften Beyers Mitarbeiter ihre Arbeiten nie, weshalb diese in der Mehrzahl der Fälle bloß als Arbeiten Beyers bekannt sind. Siehe dazu den Hauptartikel Skulpturen und Plastiken um Schloss Schönbrunn.
Angesichts des hochwertigen und preisgünstigen Materials ließ die Krone auch die Skulpturen der Innsbrucker Triumphpforte, die Johann Baptist Hagenauer zunächst aus Holz und Stuck geschaffen hatte, von Balthasar Ferdinand Moll in Marmor umsetzen. Auch an den Kurfürsten von Bayern wurde 1773 Marmor für dreizehn Statuen abgegeben, die im Schloss Nymphenburg aufgestellt wurden. Ab 21. März 1775 wurden die Statuen aufgestellt, und zwar vermutlich an den Ecken der Parterre-Felder, wie im Entwurf für das Große Parterre (Stich von Carl Schütz, 1772), dargestellt. Das heutige Arrangement entstand erst später. Beyer hatte für das Aufstellen eigens eine Maschine konstruiert.
Vier Figurengruppen für die vorgesehenen vier Brunnen des Großen Parterre entstanden 1776 (zwei in Beyers Atelier, eine bei Hagenauer, eine bei Zauner), mussten aber wegen der neuen Disposition 1777 anderweitig untergebracht werden: die aus Beyers Atelier in der Ruine und im Obeliskbrunnen, die anderen beiden in den Brunnen des Ehrenhofs.
Beyers letzter großer Entwurf für Schönbrunn waren die Figuren für den 1780 noch kurz vor Maria Theresias Tod fertiggestellten Neptunbrunnen.

## Vorbilder
Dernjač und Schedler weisen in Beyers Merkwürdigkeiten […] textliche und inhaltliche Bezüge nach zu:
- Bernard de Montfaucon: L’Antiquité expliquée et representée en figures. 1739
- Joachim von Sandrart: Teutsche Akademie der edlen Bau-, Bild- und Malereikünste. 1675–1679
- Simon Thomassin: Recueil des Figures, Groupes, Thermes, Fontaines, Vases, Statues et autres Ornaments de Versailles […]. Paris 1694, deutsch: Augsburg 1710.[4]

## Ehrungen, Mitgliedschaften
- Gründungsmitglied der Académie des Arts in Stuttgart, 1761; Professur (Malklasse).
- Accademia di Belle Arti di Bologna, 1760.
- Accademia di San Luca, 1763.
- Mitglied der k.k. Kupferstecherakademie 1768, ab der Vereinigung zur späteren Akademie der bildenden Künste, 1772, akademischer Rath.
- Akademie zu St. Petersburg, 1771.

## Schriften
- Österreichs Merkwürdigkeiten, die Bild- und Baukunst betreffend. Wien 1779.
- Bildsäulen und Wasserspiele in dem Kais.-Königl. Garten zu Schönbrunn, aus Marmor gehauen von Wilhelm Beyer, k.k. Statuarius und Rath der k.k. Akademie […] Wien 1779 (mehrere Auflagen; zu den bei Beendigung des Werkes 1780 fertiggestellten 24 Statuen gibt Beyer die Namen der Ausführenden an).
- Die neue Muse oder der Nationalgarten. Wien 1784.